# Tradição da Ponte
O GRECES Tradição da Ponte é uma escola de samba da cidade de São Caetano do Sul, no interior do estado brasileiro de São Paulo. Em 2009, com um enredo falando sobre o número sete, sagrou-se campeã do carnaval.

## Carnavais
| Ano  | Colocação | Grupo | Enredo                                                                                      | Ref.                      |
| ---- | --------- | ----- | ------------------------------------------------------------------------------------------- | ------------------------- |
| 2002 | Campeã    | Único | De Gangazumba a Zumbi – Um Sonho de Liberdade                                               | [ 1 ] [ 4 ]               |
| 2003 | 3º lugar  | Único | Do Carnaval Ao Canavial, Sua Excelência o Açúcar.                                           | [ 5 ]                     |
| 2004 | 2º lugar  | Único | Brasil 2500, o dia do contacto.                                                             | [ 6 ]                     |
| 2006 | Campeã    | Único | O Maravilhoso Mundo do Circo                                                                | [ 1 ] [ 7 ] [ 8 ]         |
| 2007 | Campeã    | Único | Feliz Ano Todo                                                                              | [ 1 ] [ 9 ]               |
| 2008 | 4º lugar  | Único | De Noé, aos dias de hoje – preservar é preciso – quem não gosta de bicho, bom sujeito não é | [ 10 ]                    |
| 2009 | Campeã    | Único | Encantos, Magias e Mistérios do Número Sete                                                 | [ 1 ] [ 3 ] [ 11 ] [ 12 ] |
| 2010 | 2º lugar  | Único | 10 Anos de Emoção, Samba e Alegria!                                                         | [ 13 ]                    |
| 2011 | 3º lugar  | Único | Miscigenação da Raça                                                                        | [ 1 ]                     |
| 2012 | 4º lugar  | Único | O Verde e o Eldorado                                                                        | [ 14 ]                    |

## Títulos
- Campeã em São Caetano do Sul: 2002, 2006, 2007, 2009